# Voo Aeroméxico Connect 2431
O Voo Aeroméxico Connect 2431 (SLI2431/5D2431) foi um voo doméstico de passageiros que acidentou-se  no dia 31 de julho de 2018 logo após a decolagem do Aeroporto Internacional de Durango na cidade de Durango, México, tinha como destino o Aeroporto Internacional da Cidade do México na Cidade do México. Todas as 103 pessoas a bordo sobreviveram, havendo 85 feridos. A maioria dos passageiros eram cidadãos estadunidenses.

## Aeronave
O avião envolvido era um Embraer ERJ-190AR, de prefixo XA-GAL, equipado com dois motores General Electrics CF34E6. Era operada pela Aeroméxico Connect, mas anteriormente havia passado por empresas como US Airways e Republic Airlines, respectivamente com os prefixos N960UW e N167HQ. O primeiro voo foi feito em 2008 e tinha aproximadamente 18 000 no momento do acidente. Os danos foram considerados irreparáveis e ela nunca mais voou.